# Mercator (Schiff, 1932)
Die Mercator ist ein 1932 gebautes Segelschulschiff der belgischen Handelsflotte.

## Geschichte

### Vorkriegsgeschichte
Im Jahr 1931 gab die belgische Regierung den Bau eines neuen Segelschulschiffs für die Ausbildung des Seemannsnachwuchses der Handelsflotte in Auftrag. Es wurde Anfang 1932 bei der schottischen Werft Ramage & Ferguson in Leith vom Stapel gelassen und am 7. April 1932 von der Betreibergesellschaft, der „Association Maritime Belge“ in Betrieb genommen. Anfangs segelte es als Toppsegelschoner, nach einer Grundberührung mit Schäden im Vorschiff und an der Takelage auf der Jungfernreise ließ man das Schiff auf einer Werft in der Normandie zur Barkentine umtakeln.
Bis zum Beginn des Zweiten Weltkriegs führte das Schiff mehrere Reisen durch. Bemerkenswert war hier besonders die siebte Reise vom 3. Oktober 1934 bis zum 21. Mai 1935, auf der zunächst eine belgisch-französische Forschungsexpedition zur Osterinsel befördert und Monolith-Skulpturen der Insel für europäische Museen mitgenommen wurden. Es wurden des Weiteren aber auch die Inseln Pitcairn, Tahiti, Papeete und die Marquesas-Inseln sowie Honolulu angelaufen.
Im Jahr 1936 brachte die Mercator den Leichnam des 1889 verstorbenen flämischen Missionars Vater Damian de Veuster von Molokai nach Belgien zurück.
Am 21. Februar 1940 verließ die Mercator den Hafen Ostende zu seiner zwanzigsten und letzten Vorkriegsreise über Rio de Janeiro nach Boma. Am 11. Januar 1943 übernahm die britische Admiralität das Schulschiff und setzte es unter britischer Flagge als U-Boot-Depotschiff nach Freetown, Sierra Leone, in Fahrt, wo es bis August 1945 im Dienst der Briten verblieb.

### Nachkriegszeit

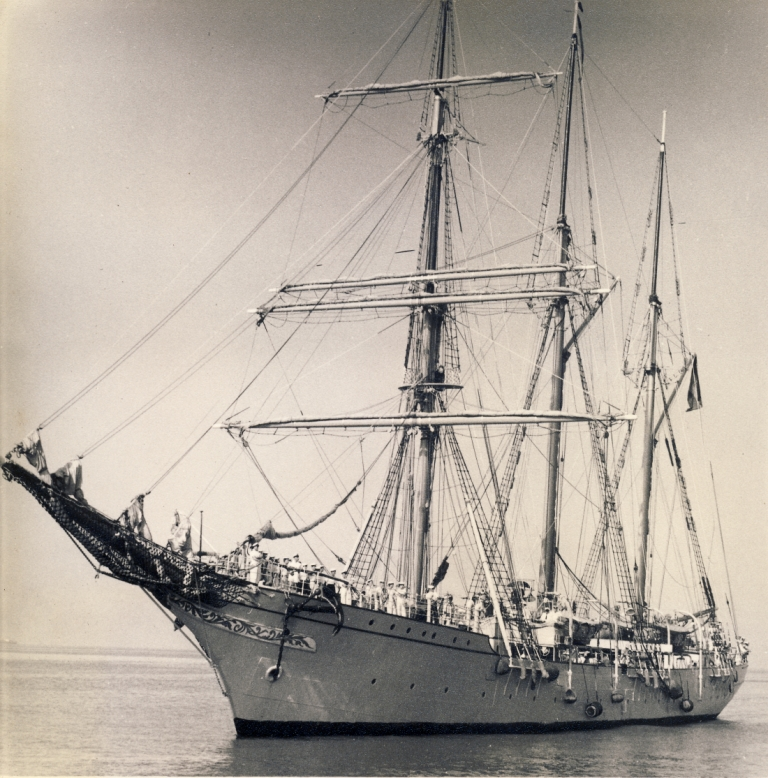
Das Schiff im Jahr 1960

Nach Kriegsende beendete das Schiff am 18. Januar 1947 im Schlepp der Empire Mary seine Rückreise in sein Heimatland. Erst im Folgejahr wurde das Schiff wieder an Belgien übergeben und einer Überholung und Modernisierung unterzogen, an der sich Großbritannien als Anerkennung der geleisteten Dienste finanziell beteiligte. Am 20. Januar 1951 nahm die Mercator schließlich wieder den Schulbetrieb auf See auf. Bis zum August 1960 verblieb das Schiff in Fahrt. Während seiner aktiven Dienstzeit unternahm der Ausbildungssegler insgesamt 41 Ausbildungsreisen, auf denen er sowohl wissenschaftliche Aufgaben durchführte aber auch an gesellschaftlichen Ereignisse teilnahm. So trat die Mercator beispielsweise zu den Großseglerrennen von Torbay nach Lissabon (1956), von Brest zu den Kanarischen Inseln (1958) oder von Oslo nach Ostende (1960) an.
Eine bemerkenswerte Eigenheit der Mercator ist die Tatsache, dass sie in den Jahren ihrer aktiven Zeit von nur zwei Kapitänen geführt wurde. Von ihrer Indienststellung bis 1955 führte R. Van de Sande das Schiff, danach übernahm Kapitän R. Ghys das Kommando bis 1960.
Ab 1961 war die Mercator aufgelegt, bevor sie 1963 als Museumsschiff im alten „Zweiten Handelsdock“ in Ostende festgemacht wurde. Ihr zu Ehren benannte man das Hafenbecken mit ihrem Liegeplatz in „Mercatordock“ um.